# Raoul de Longchamp
Raoul de Longchamp, anomenat també  l'Ardent  (Radulfus Ardens) (h. 1155 - 1215) va ser un teòleg i filòsof escolàstic francès. Va ser deixeble d'Alain de Lille. Va escriure un comentari sobre el seu poema Anticlaudianus (1212).
És conegut sobretot per la seva classificació de les arts mecàniques - contraposades a les arts liberals -, que va reduir a set, igual nombre que les liberals.
En funció de la seva utilitat cara a la societat, les va dividir en:
- ars victuaria , per alimentar la gent;
- ars lanificaria , per vestir;
- arquitectura , per procurar-los una casa;
- ars suffragatoria , per donar-los mitjans de transport;
- ars medicinaria , que els guaria;
- ars negotiatoria , per al comerç;
- ars militaria , per defensar-se.